# Exoplanetă

Reprezentare artistică a planetei HD 189733b care se găsește la 63 de ani lumină în constelația Vulpecula. Acesta a fost descoperită în 2005.

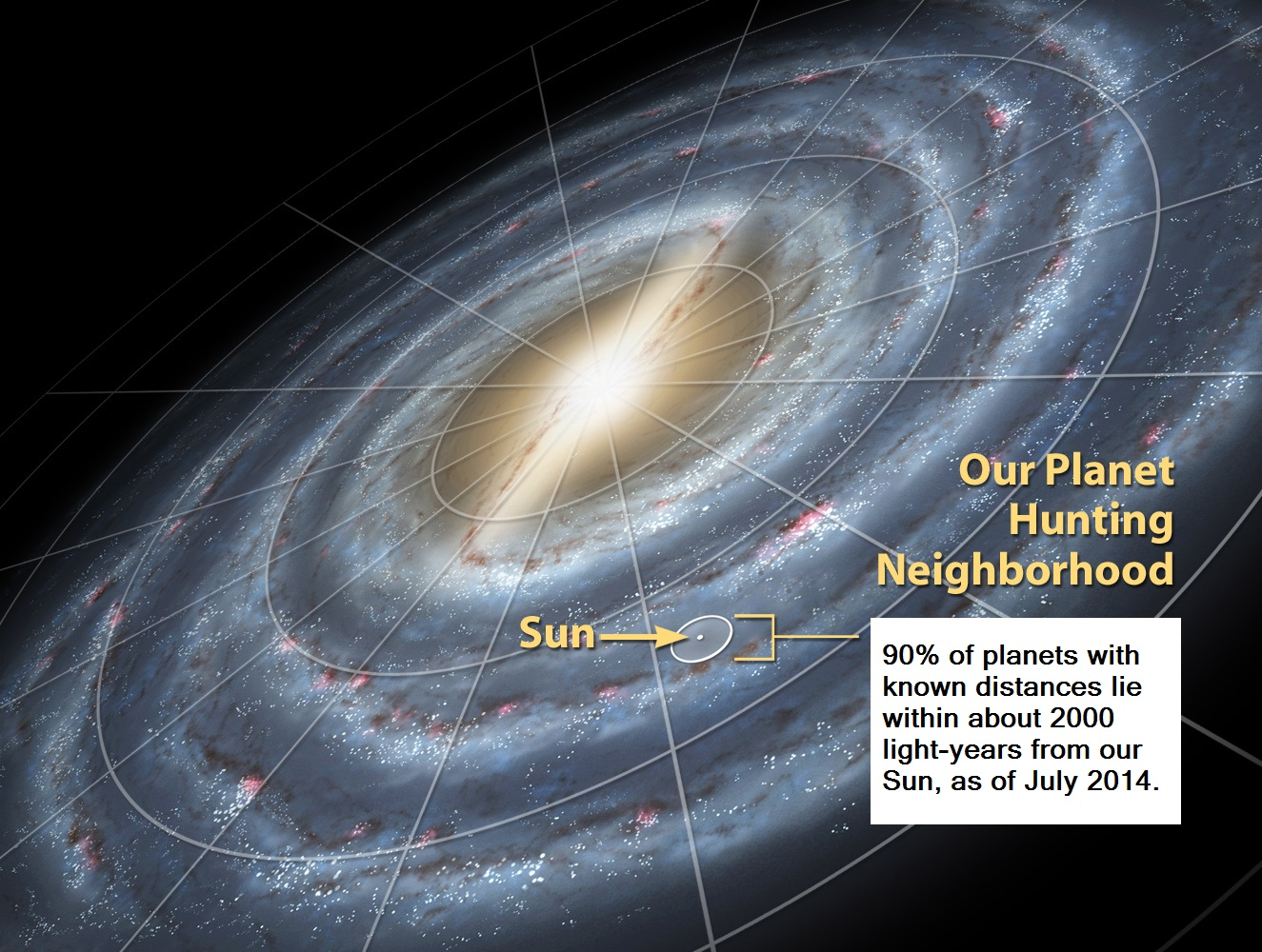
Cele mai multe exoplanete descoperite momentan sunt pe o rază de 300 ani lumină în jurul Soarelui

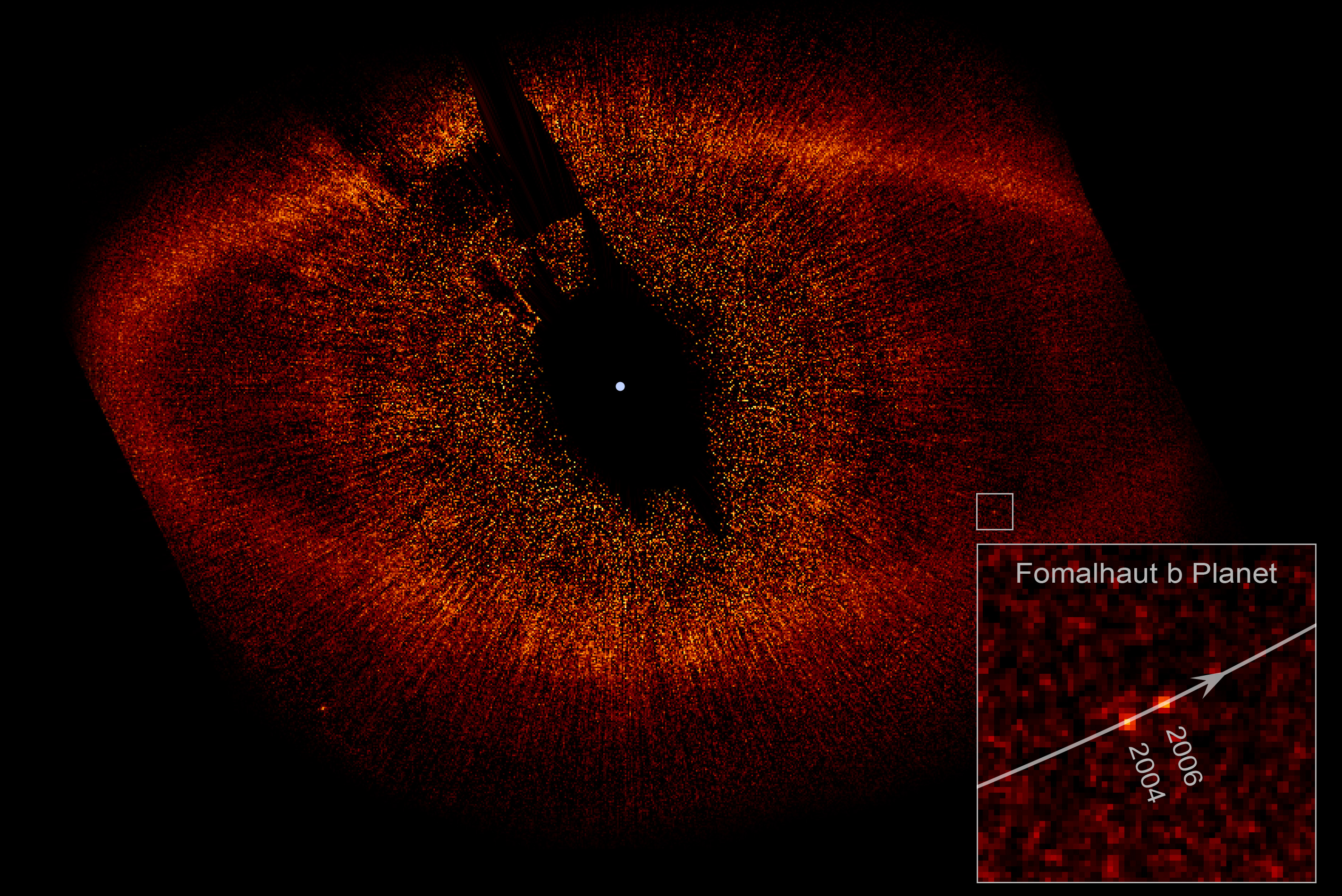
Planeta Fomalhaut b, reprezentată în casetă pe fundalul norului de praf interstelar. Imagine creată de coronagraful telescopului spațial Hubble (fotografie NASA)

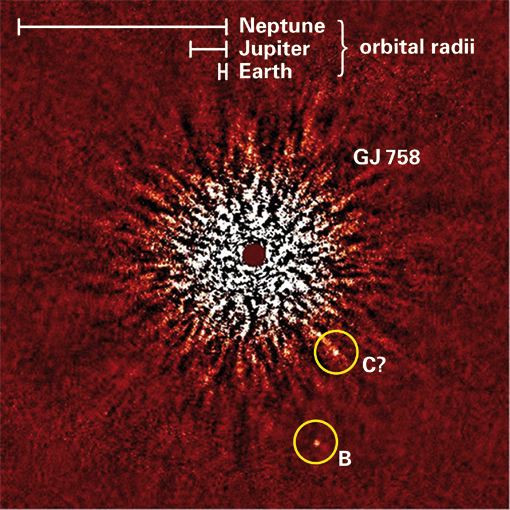
Discovery image of the GJ 758 system, taken with Subaru Telescope HiCIAO in the near infrared.

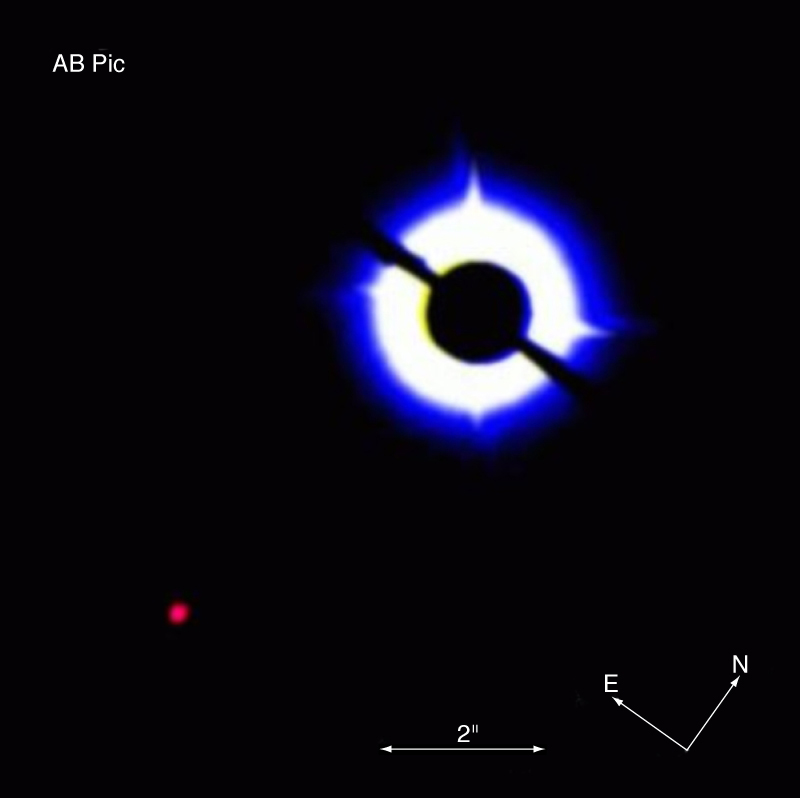
Imagine corongrafică a stelei AB Pictoris care prezintă un companion minuscul (în stânga jos). Datele au fost obținute pe 16 martie 2003 cu instrumentul NACO de pe VLT, folosind o mască de ocultare de 1,4 secunde de arc plasată peste AB Pictoris.

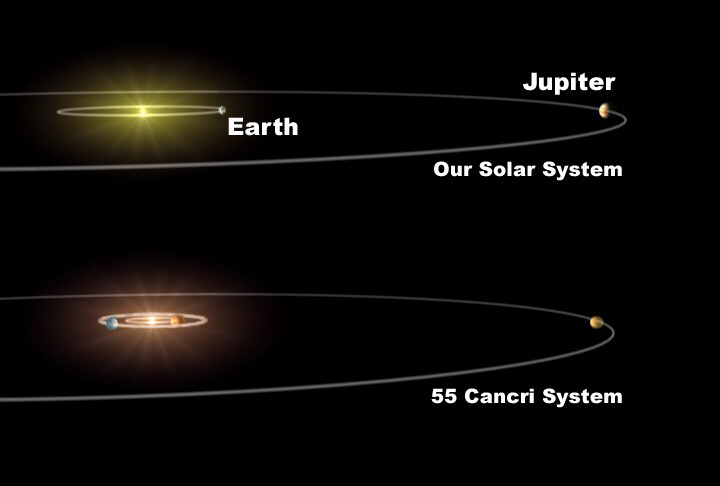
Sistemul nostru solar în comparație cu sistemul 55 Cancri

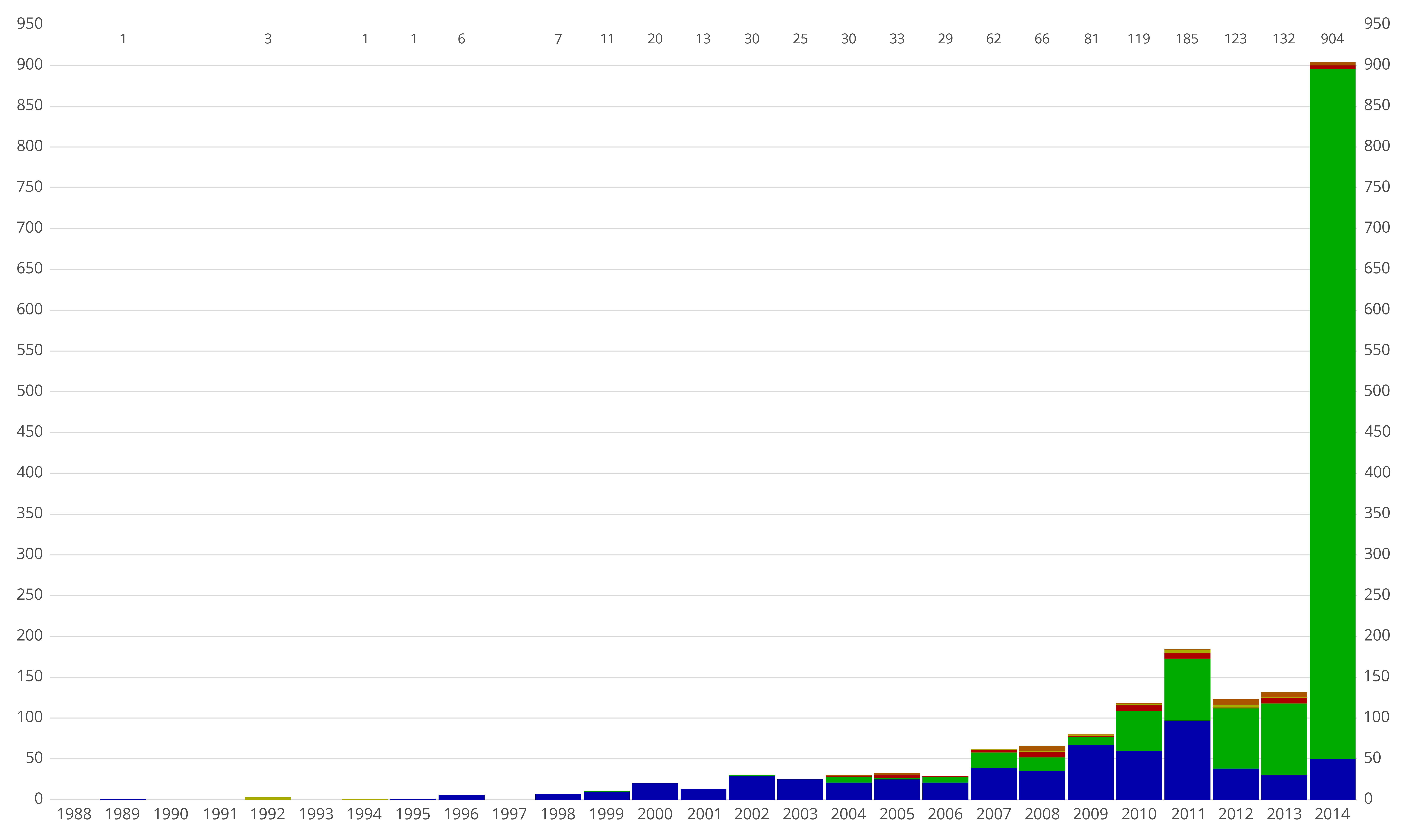
Graficul în funcție de an cu numărul de planete extrasolare descoperite

O exoplanetă (sau planetă extrasolară) este o planetă care ori își are orbita în jurul unei alte stele decât Soarele, aparținând deci unui alt sistem planetar decât Sistemul nostru Solar, ori se mișcă liber prin galaxie.
În Galaxia Noastră există miliarde de stele și s-a apreciat inițial că peste 15% din ele au planete care le înconjoară. Pe baza unor estimări mai recente, aproape fiecare stea din Calea Lactee ar fi orbitată de cel puțin o planetă. Există, de asemenea, și planete care orbitează în jurul stelelor pitice cenușii sau planete care se mișcă liber prin galaxie (de ordinul milioanelor sau mai mult).
Descoperirea exoplanetelor este dificilă deoarece ele se află la distanțe imense și nu au lumină proprie. În iunie 2011 erau deja descoperite peste 500 planete extrasolare. Masa acestor planete este de ordinul masei planetei Jupiter. Marea majoritate a lor au fost detectate prin intermediul observațiilor asupra vitezei radiale și a altor metode indirecte, mai degrabă decât cu ajutorul unor imagini reale. Până în prezent au fost descoperite peste 4.300 de exoplanete (4.330 exoplanete confirmate în 3.200 sisteme stelare, din care 708 sisteme planetare cu mai mult de o planetă, de la data de 3 septembrie 2020).
O altă metodă folosită la descoperirea exoplanetelor este tehnica lentilelor de microgravitație, care se bazează pe deviația luminii de la o stea, atunci când aceasta se află în spatele câmpului gravitațional al unei alte stele .
Au fost descoperite și câteva exoplanete extragalactice.
Exoplanetele sunt importante și pentru eventuala existență a vieții extraterestre, deoarece stelele nu pot adăposti viață, fiind prea fierbinți pentru aceasta.

## Istoria descoperirilor
Prima descoperire publicată care a fost confirmată a avut loc în 1988; o planetă în jurul stelei Gamma Cephei a fost detectată de astronomii canadieni Bruce Campbell, G. A. H. Walker și Stephenson Yang.
În data de 26 februarie 2014, NASA a anunțat confirmarea descoperirii a 715 exoplanete cu ajutorul telescopului spațial Kepler. Patru din cele 715 planete sunt de aproximativ 2,5 ori mai mari decât Pământul și orbitează în aria locuibilă a stelei lor, definită ca distanța față de stea la care temperatura la suprafață este propice vieții în mediul acvatic. 
Una dintre exoplanetele care ar putea susține viața, botezată Kepler-296f, orbitează în jurul unei stele de două ori mai mici decât Soarele. Kepler-296f este de două ori mai mare decât Pământul, dar cercetătorii nu știu încă dacă este o planetă gazoasă, acoperită de un nor dens de hidrogen și heliu, ori dacă este o planetă bogată în apă, înconjurată de un ocean adânc.

## Descoperiri notabile
O planetă extrasolară (exoplanetă) deosebită este Gliese 581 c, care a fost descoperită în aprilie 2007 la Observatorul astronomic din Geneva: ea prezintă temperaturi de suprafață între 0 și 40 °C. Ca urmare, dacă acolo ar exista apă, atunci ea s-ar afla în stare lichidă, îndeplinind astfel măcar una dintre condițiile necesare pentru existența vieții extraterestre. Distanța până la Gliese 581 c este de 20,5 ani-lumină.
O altă exoplanetă notabilă este HR 8799 c. Se află în constelația Pegas. Este o planetă uriașă tânără (are mai puțin de 60 milioane de ani). Masa ei este de 3.000 de ori mai mare decât cea a Pământului, iar distanța de la Pământ este de 130 ani-lumină. A putut fi studiată prin vizualizare directă cu ajutorul telescopului VLT din Chile (vezi mai sus), ocazie cu care analiza spectrografică a dezvăluit constituția sa: metan amestecat cu oxid de carbon. Viața extraterestră pe HR 8799 c este foarte puțin probabilă.
Exoplaneta Corot-9b a fost descoperită încă de acum câțiva ani la French Space Agency, Agenția Spațială Franceză. În martie 2010 a fost publicat un articol detailat despre aceasta. Este vorba de o planetă gazoasă care apare în constelația Șarpele și are mărimea lui Jupiter. Planeta se aseamănă bine cu Pământul în ceea ce privește temperaturile la suprafață, acestea variind între -20 și +160 °C. O rotație completă în jurul stelei sale centrale durează 95 de zile pământene. Din păcate însă distanța până la Corot-9b este copleșitoare: circa 1.500 ani-lumină.
Septembrie 2010: Este descoperită exoplaneta Gliese 581 g. Multe caracteristici ale ei se aseamănă cu cele ale Pământului, astfel încât pe ea ar fi posibilă o formă de viață extraterestră.

## Estimări
În iulie 2013, un nou studiu a arătat că în Calea Lactee ar putea exista 60 de miliarde de planete care orbitează în jurul stelelor roșii pitice și care ar putea asigura condiții pentru viață.

### Proiecte de căutare
- University of California Planet Search Project
- The Geneva Extrasolar Planet Search Programmes
- PlanetQuest distributed computing project
- SuperWASP Wide Angle Search for Planets

### Resurse
- NASA's PlanetQuest
  - PlanetQuest 3D atlas of extrasolar planets within 400 light-years of our solar system Arhivat în 29 septembrie 2006, la Wayback Machine.
  - Planetquest Flash Arhivat în 1 octombrie 2006, la Wayback Machine.
- The detection and characterization of exoplanets[nefuncțională]
- Beyond Our Solar System Arhivat în 30 ianuarie 2009, la Wayback Machine. by NASA's Solar System Exploration
- German Center for Exo-Planet Research Jena/Tautenburg
- Astrophysical Institute & University Observatory Jena (AIU)
- The Extrasolar Planets Encyclopaedia
- exosolar.net 3D Flash StarMap (2000 Stars and all known Exoplanets)
- Transiting Exoplanet Light Curves Using Differential Photometry
- Table of known planetary systems
- Extrasolar Planet XML Database Arhivat în 4 octombrie 2006, la Wayback Machine.
- searchable dynamic database of extrasolar planets and their parent stars Arhivat în 1 octombrie 2018, la Wayback Machine.
- List of important exoplanets
- Extrasolar Planets – D. Montes, UCM
- Extrasolar Visions
- Exoplanets Arhivat în 3 decembrie 2008, la Wayback Machine. at Paris Observatory
- NASA Star and Exoplanet Database (NStED) Arhivat în 19 mai 2011, la Wayback Machine.
- Planetary Society Catalog of Exoplanets
- „Exoplanet Habitable Zone Candidates: exoplanets in terms of their historical chances for residing in the habitable zone”. www.planetarybiology.com. Arhivat din original la 6 martie 2009.
- „Exoplanets in relation to host star's current habitable zone”. www.planetarybiology.com.
- „exoExplorer: a free Windows application for visualizing exoplanet environments in 3D”. www.planetarybiology.com.
- Frontiers and Controversies in Astrophysics: Discovering Exoplanets Arhivat în 15 august 2010, la Wayback Machine. — a free course and lecture series by Prof. Charles Bailyn of Yale University

### Noutăți
- 715 noi exoplanete descoperite cu ajutorul telescopului spațial Kepler
- Exoplanets Exhibit at the American Museum of Natural History in New York City
- First direct image of an exoplanet from universetoday.com
- 6–8 Earth-Mass Planet Discovered orbiting Gliese 876 Arhivat în 20 decembrie 2008, la Wayback Machine.
- Newfound World Shatters Distance Record from space.com
- Oldest Known World from space.com
- Earth Sized Planets Confirmed from space.com
- „On the possible correlation between the orbital periods of extrasolar planets and the metallicity of the host stars”. Wiley Interscience. Accesat în 20 august 2008.[nefuncțională]
- John T. Trauger & Wesley A. Traub (2007). „A laboratory demonstration of the capability to image an Earth-like extrasolar planet”. Nature. 446 (7137): 771–773. doi:10.1038/nature05729. PMID 17429394.
- Mark R. Swain, Gautam Vasisht & Giovanna Tinetti (2008). „The presence of methane in the atmosphere of an extrasolar planet”. Nature. 452 (7185): 329–331. doi:10.1038/nature06823. PMID 18354477.
- Artie P. Hatzes & Günther Wuchter (2005). „Astronomy: Giant planet seeks nursery place”. Nature. 436 (7048): 182–183. doi:10.1038/436182a. PMID 16015311.
- Didier Queloz (2006). „Extrasolar planets: Light through a gravitational lens”. Nature. 439 (7075): 400–401. doi:10.1038/439400a. PMID 16437096.
- Giovanna Tinetti, Alfred Vidal-Madjar, Mao-Chang Liang, Jean-Philippe Beaulieu, Yuk Yung, Sean Carey, Robert J. Barber, Jonathan Tennyson, Ignasi Ribas, Nicole Allard, Gilda E. Ballester, David K. Sing & Franck Selsis (2007). „Water vapour in the atmosphere of a transiting extrasolar planet”. Nature. 448 (7150): 169–171. doi:10.1038/nature06002. PMID 17625559.
- „Radio Detection of Extrasolar Planets: Present and Future Prospects” (PDF). NRL, NASA/GSFC, NRAO, Observatoìre de Paris. Arhivat din original (PDF) la 30 octombrie 2008. Accesat în 15 octombrie 2008.
- APOD: Likely first direct image of extra-solar planet